# Údolní nádrž Vír
Údolní nádrž Vír är en reservoar i Tjeckien. Den ligger i den östra delen av landet, 150 km öster om huvudstaden Prag. Údolní nádrž Vír ligger 466 meter över havet. Arean är 1,3 kvadratkilometer. I omgivningarna runt Údolní nádrž Vír växer i huvudsak blandskog. Den sträcker sig 1,3 kilometer i nord-sydlig riktning, och 3,5 kilometer i öst-västlig riktning.
Följande samhällen ligger vid Údolní nádrž Vír:
- Vír (749 invånare)